# ديفيد إي. كين
ديفيد إي. كين (بالإنجليزية: David E. Cane)‏ هو عالم كيمياء حيوية أمريكي، ولد في 22 سبتمبر 1944 في نيويورك في الولايات المتحدة.